# Comuna Lîpne, Liubar
Lîpne (în ucraineană Липненська сільська рада) este o comună în raionul Liubar, regiunea Jîtomîr, Ucraina, formată din satele Kutîșce și Lîpne (reședința).

## Demografie
Componența lingvistică a comunei Lîpne
     Ucraineană (99,24%)
     Alte limbi (0,76%)
Conform recensământului din 2001, majoritatea populației comunei Lîpne era vorbitoare de ucraineană (99,24%), existând în minoritate și vorbitori de alte limbi.